# 大村秀章
大村 秀章（おおむら ひであき、1960年〈昭和35年〉3月9日 - ）は、日本の政治家、農水官僚。愛知県知事（公選第17・18・19・20代）。無所属。
衆議院議員（5期）、経済産業大臣政務官（第1次小泉内閣）、内閣府大臣政務官（第1次小泉改造内閣）、内閣府副大臣（第1次安倍内閣）、厚生労働副大臣（麻生内閣）、衆議院厚生労働委員会筆頭理事、衆議院決算行政監視委員長、自由民主党愛知県支部連合会会長、同党厚生労働部会長、同医療委員長、同厚生関係団体委員長、日本一愛知の会会長（代表）、（旧）日本維新の会顧問等を歴任。

## 来歴
愛知県碧南市生まれ。父親は大工、母親は農業に従事していた。父親は婿養子で安城市が出身だった。2歳になる前、近所の犬に顔をかまれ、ひどいけがを負った。顔じゅうが縫い目だらけだったため「縫い目」「フランケン」などと呼ばれ、中学時代にいじめを受けるが、苦しみをはねのけるため勉強に打ち込む。
碧南市立鷲塚小学校、碧南市立東中学校卒業。生家が矢作川堤防のすぐそばだったため夏は矢作川で泳ぎ、油ヶ淵や旧吉良町宮崎で釣りをし、父親の実家のある安城市にもよく通ったという。地域活動に熱心だった同市在住の伯父から大きな影響を受けて育った。「今で言う貧困家庭だったけれど、それでも僕を含めた兄弟3人が大学を出させてもらえた。経済成長という時代に恵まれたからだと思う」と後年インタビューで答えている。
1975年、愛知県立西尾高等学校に進学。高校の同級生によれば「高校時代から、東京大学に進学して官僚を経て政治家になるという進路を決めていた」という。高校の同級生に、のちに安城市長となる三星元人がいる。1978年3月、同校卒業。同年4月、東京大学法学部に入学。学生時代は東大アメフト部に所属していた。

### 農林水産省へ入省
1982年3月、東京大学法学部卒業。同年4月、農林水産省に入省。1987年に神奈川県出身の女性と結婚。1988年に徳島市ニューフロンティア推進部長兼理事、1991年に農林水産省経済局農業協同組合課課長補佐、1993年に食糧庁企画課課長補佐（総括）に就任。

### 衆議院議員への出馬
1994年8月11日、衆議院議員選挙区画定審議会は、政治改革四法における「小選挙区300・比例代表200」の具体的な区割り案を村山富市首相に勧告した。その旧愛知4区のうち、いわゆる碧海5市（碧南市・刈谷市・安城市・知立市・高浜市）は愛知13区にまとまった。翌8月12日の愛知県の地元紙は、さっそく選挙区ごとの候補予定者の動向を報じた。
安城市では市長の杉浦正行が候補者選びに動き始めた。「高校まで地元で生まれ育っていること」「自民党派閥の各系列に属していないこと」「できたら官僚」「しかも天下りをにおわせない若い人」。杉浦の思い描いた理想の条件にぴたりとはまったのが、大村であった（当時34歳）。1995年2月、杉浦から出馬要請を受ける。

#### 立候補の決意
大村は妻に三日三晩泣かれ、妻の両親からも猛反対を受けるが、立候補を決意した。同年6月8日、自民党碧南市支部は愛知13区の公認候補に大村の推薦を決め、党愛知県連に公認申請した。7月10日、県連は愛知13区の公認候補を大村に決め、党本部に公認申請を行った。7月13日、党本部は大村の擁立を了承。1996年2月11日、後援会結成大会が安城市民会館で開かれる。後援会長には中央精機社長の石原勝成が就いた。住所を安城市篠目町に移す。

#### 初当選
1996年10月の第41回衆議院議員総選挙では新進党の島聡に敗れるが比例復活で初当選した。平成研究会（小渕派）に所属。
1998年、名古屋市は、名古屋港の藤前干潟を埋め立てて人工干潟をゴミ処分場にする計画を発表。環境庁に頼まれ、藤前干潟の埋め立て阻止する為の藤前干潟の保全活動をしていた、当時、無所属の河村たかし議員と新幹線で出会い、河村の藤前干潟の保全活動に賛同し、河村に誘われ一緒に藤前干潟の保全活動に協力してやる事となった。「環境を大切にする愛知万博を開く一方で、干潟をごみで埋めるのはおかしい」と、大村は埋め立て推進を批判。そのため自民党市議団から「党から出ていけ」と圧力を受けたが屈しなかった。
2000年6月の第42回衆議院議員総選挙では島を破り再選。
2001年4月6日、森喜朗首相が閣僚懇談会で辞任を表明。平成研究会（橋本派）はすみやかに橋本龍太郎を自民党総裁選に擁立する方針を固める。ところが大村は同日夜に刈谷市で開いた講演会と4月7日に安城市で開かれた講演会で「私は橋本派だが、派閥幹部から橋本さんで一任してくれと言われても私はお断りする」と述べ、橋本を支持しない考えを明らかにした。4月9日、橋本派の当選回数別の会合が開かれる。同派はその前身の竹下派の時代から「鉄の団結」を誇り、上意下達が徹底していたが、2回生議員の会合で大村は野中広務元幹事長、青木幹雄参議院幹事長ら幹部を前に「派閥の締め付けはやめてほしい」と叫んだ。4月24日に行われた総裁選では小泉純一郎に投票。「2、3年冷や飯を食ってもいい」と覚悟の上での決断だったという、小泉は組閣にあたり従来の派閥順送り型の人事を排したため、同年5月7日、第1次小泉内閣で経済産業大臣政務官に任命される。
2003年11月の第43回衆議院議員総選挙で島を破り3期目の当選。
2005年6月25日、倉知俊彦県議の後任として自由民主党愛知県連会長に就任。同年9月11日の第44回衆議院議員総選挙で島を破り4期目の当選。島は比例復活もかなわず議席を失った。当選から間もない9月20日、碧南市議会議員の村田峰治が公選法違反（供応など）の疑いで逮捕された。村田は碧南市の大村の選対で街宣車の運行管理を担当していた。
2009年8月の第45回衆議院議員総選挙では民主党新人の大西健介に敗れるも、比例復活により5期目の当選を果たした。愛知県内唯一の自民党衆議院議員となったが、県内小選挙区で全敗した責任をとり、同年9月に自民党県連会長を辞任。後任には鈴木政二参議院議員が就任した。
この間、公職としては衆議院厚生労働委員会筆頭理事、衆議院消費者問題等に関する特別委員会委員、経済産業大臣政務官（2001年）、内閣府大臣政務官（2002年）、内閣府副大臣（経済財政、金融、地方分権改革、2006年）、厚生労働副大臣（年金、介護、子育て支援等、2008年）、衆議院決算行政監視委員長（2010年）などを歴任。
党の要職としては厚生労働部会長（2005年）、同党医療委員長（2007年）、同党厚生関係団体委員長（2007年）などを務めた。

## 愛知県知事

### 出馬表明前

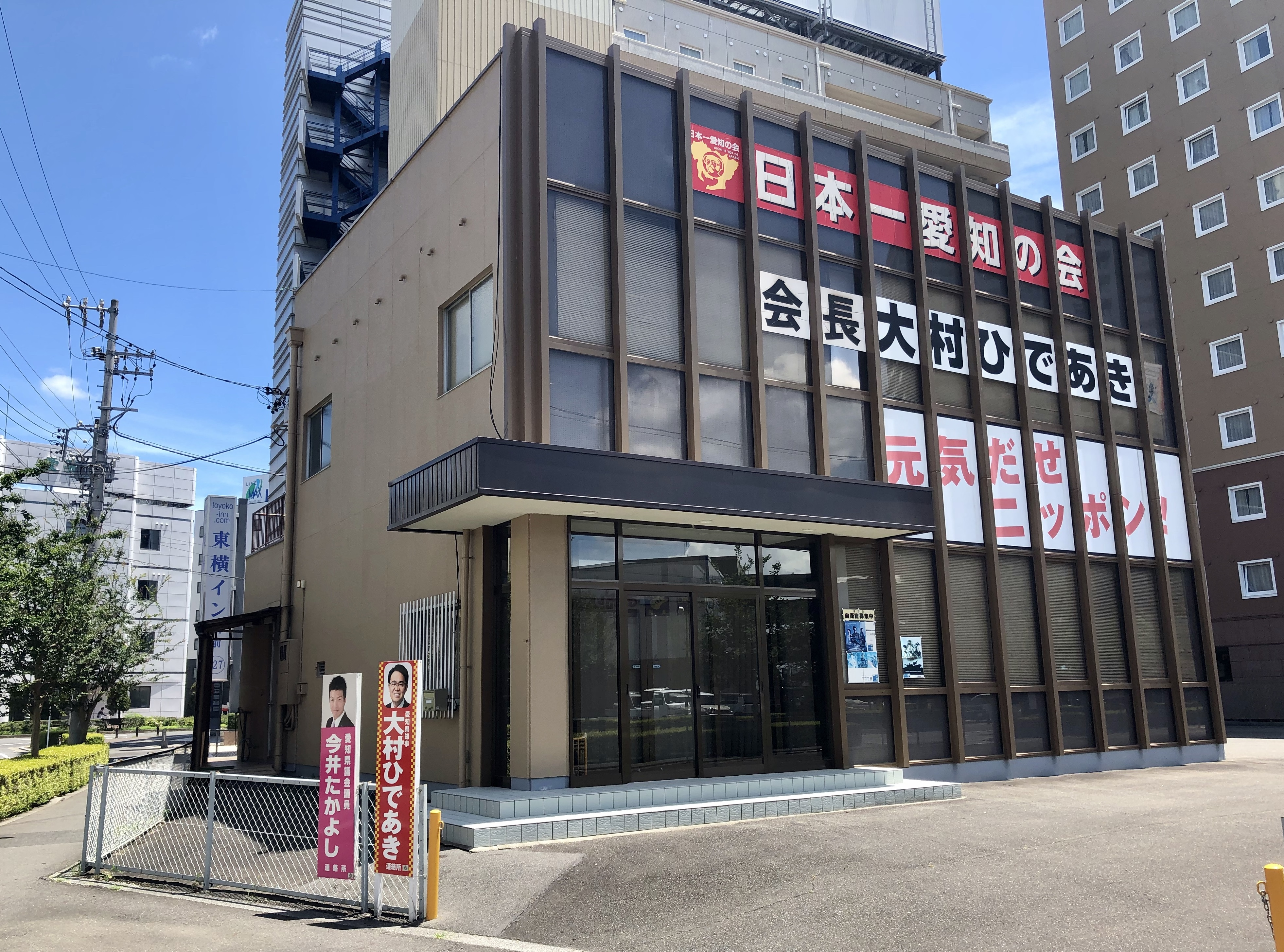
大村は2010年12月に地域政党「日本一愛知の会」を設立した。

2010年9月16日、愛知県知事の神田真秋が4選不出馬の意向を表明した。
それを受けて、民主党が御園慎一郎の擁立を発表、続いてみんなの党が薬師寺道代の擁立を発表した。同年10月13日、総務官僚の重徳和彦が自民党愛知県連から知事選への出馬を打診されたことを明らかにする。

### 河村市長による出馬要請
翌10月14日に名古屋市長の河村たかしは中日新聞の取材に応じ、減税公約をし、大村議員の擁立を目指すと述べた。同日、大村は取材に「知事選の話は聞いていない」と答えた。翌10月15日、河村はテレビ朝日の取材に対し、「半年ほど前から知事選出馬を要請していた」と明かした。テレビ朝日は同日午前9時半頃、自民党本部の大村も取材した。そこで、出馬の可能性について「あるともないとも言えない」と述べた大村であったが、同日中に河村から改めて出馬要請を受けると、読売新聞の取材に「無名の新人で勝てるのか」と答え、党県連の候補者選びに対し反発した。
同年11月13日には大村が出馬の意向を固めたことが報じられる。11月15日、自民党愛知県連会長の鈴木政二は大村と東京都内で会談し、出馬を取り止めることを求めた。同党の重徳を擁立することについて「一切、報告や相談がなかった」と述べる大村に対し、鈴木は「そちらには逐一報告しているはずだ」と反論した。両者の意見は食い違ったまま、大村は鈴木の出馬取り止め要請を拒否した。

#### 自民党離党と出馬表明
同年12月3日、大村は石原伸晃幹事長に離党届を提出し、12月6日に正式な出馬表明を行った。12月8日、党紀委員会は大村の離党届を受理せず、「県連による候補者選考の際には手を挙げず、独自候補擁立が決定した後に出馬表明するのは反党行為」（山東昭子党紀委員長）として除名とする処分を決定した。

#### 河村名古屋市長との連携・県民減税と中京都構想
名古屋市と行政機能を合体する「中京都構想」・10%の「県民減税」を公約し、河村名古屋市長と連携・全面協力で知事選に臨んだ。同年12月21日、地域政党「日本一愛知の会」を同月7日に設立したと発表。同会会長に就任。2011年1月14日、横路孝弘衆議院議長に辞職願を提出し許可され、衆議院議員を辞職した。大村の辞職により、望月義夫が繰り上げ当選した。
与党民主党も自民党ら国政野党も支持しない層からも得票を得たため、民主党が推す元総務省審議官の御園慎一郎、自民党愛知県連の推す重徳和彦、みんなの党の推す薬師寺道代、共産党の推薦する土井敏彦ら国政野党らの推薦候補をも抑え、2011年2月6日の愛知県知事選挙で愛知県知事選史上2番目に多い1,502,571票を獲得した。投票率は52.52%であり、大村の得票はそのうち49.23%であった。

### 第1期（2011年 - 2015年）
菅義偉、河野太郎ら同期当選組をはじめ自民党国会議員の一部から大村の除名に反発する声を上げた。そして、県知事選挙で大村の応援に入った菅は演説で「大村氏は愛知の自民党を応援し続けると約束した」と除名の不当性を強調していた。しかし、当の大村が知事就任後の同年4月に行われた衆議院愛知6区の補選にて、自民党公認の丹羽秀樹ではなく減税日本公認の女性記者を支援してしまっていた。このことから、自民党本部は大村への態度を硬直化させ、7月13日には大村が代表のままになっていた愛知13区の選挙区支部の解散届を選挙管理委員会に提出した。又、7月22日には大村が提出していた党紀委員会による除名処分の再審査請求も却下され、除名が確定した。
2012年1月、政治塾「東海大志塾」の設立を発表し、塾長に就任した。
同年8月10日、次期衆院選に向け、政治団体「中京維新の会」を設立したと発表（総務省への政治団体登録の届け出は同年6月）。「日本維新の会」が9月28日に設立されると顧問に就任したが、維新が減税日本との合流を拒否したことなどから、同年11月21日に顧問を辞職した。

### 第2期（2015年 - 2019年）
2014年9月24日、愛知県議会にて2期目への出馬意向を表明した。同年12月19日、記者会見を開き、「2015年2月1日執行予定の愛知県知事選挙にて再選を目指して出馬する」ことを表明し、合わせて選挙公約などを発表した。その後、2015年1月6日には、詳細な政策集である「あいち重点政策ファイル300+1」を発表した。
2015年2月1日に実施された愛知県知事選挙では、7党（自由民主党、民主党、公明党、維新の党、次世代の党、生活の党と山本太郎となかまたち、減税日本）からの推薦を得て、日本共産党の推薦候補との一騎打ちを制し、1,629,147 票を獲得して再選を果たした（投票率34.93％、得票率80.63%）。この得票数・得票率はいずれも、愛知県知事選挙史上2番目であった。

#### 再選後
2016年10月21日には、名古屋市市長河村たかしと共に、総理大臣官邸にて内閣総理大臣安倍晋三へ「第20回アジア競技大会」開催支援の申入れを行った。

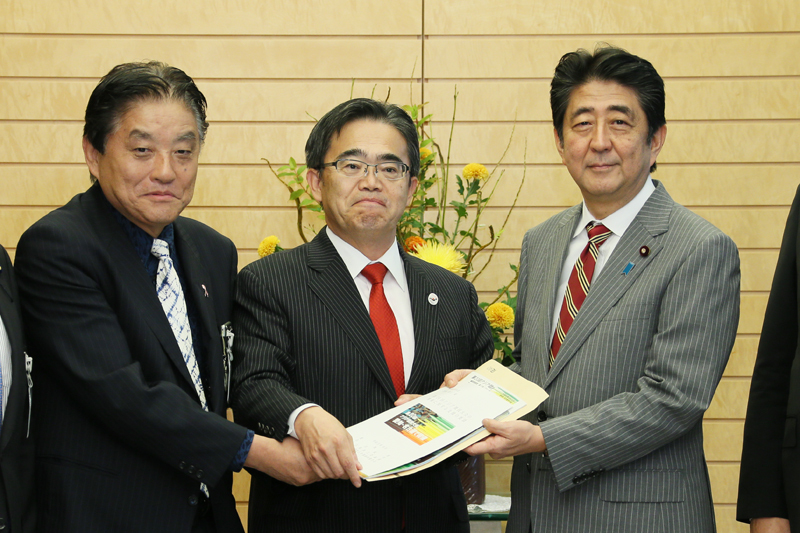
2016年10月21日の総理大臣官邸の内閣総理大臣安倍晋三（右）への名古屋市市長河村たかし（左）との「第20回アジア競技大会」開催支援申入れ時

2017年9月28日に衆議院は解散された。そして、同年9月30日、大阪市内のホテルで希望の党代表の小池百合子東京都知事、日本維新の会代表の松井一郎大阪府知事と会談。第48回衆議院議員総選挙に向けて「三都物語」と称し、連携を表明した。しかし10月5日午前、小池の要請で大村が希望の党の顧問に就任したと党がいったん発表したがすぐ内定であったと修正し、大村自身が顧問就任を否定。同日午後に党も就任発表を撤回するなど足並みが乱れた場面もあり、選挙公示後の10月11日に大村は希望の党に対する応援方針を事実上撤回した。

### 第3期（2019年 - 2023年）
2019年2月3日に実施された愛知県知事選挙では、過去最多となる177万4000票あまりを獲得した。得票率でも過去最高となる83.32％となり、3選を果たした。投票率は35.51％であった。

### 第4期（2023年 - ）

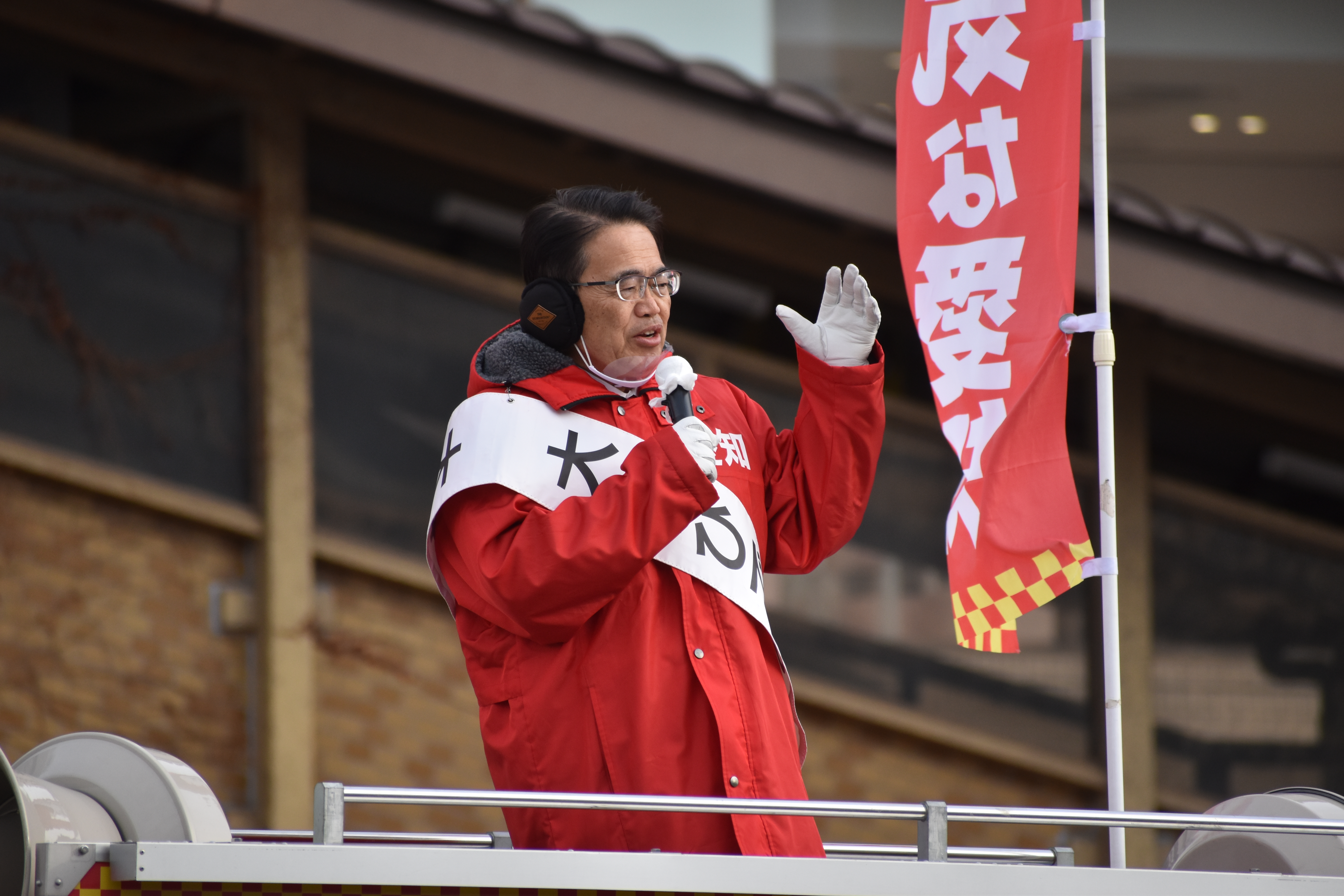
2023年1月26日、街頭演説をする大村（犬山駅西口にて）

2022年9月26日、愛知県議会にて、2023年2月の任期満了に伴う愛知県知事選挙に4選を目指して立候補すると表明した。10月20日までに自民党県連、公明党、連合愛知、新政あいち、立憲民主党県連の推薦が決定。
2022年12月20日、2023年2月に予定されている愛知県知事選を控え、政策の骨子を発表した。リニア中央新幹線の開業を見据えたインフラ整備や、スタートアップ育成をはじめとした産業競争力の強化、人材育成などを柱とした。具体的には、インフラ整備においては高速道路網の整備や港湾機能の強化、中部国際空港へのアクセス向上の実現を掲げた。産業分野では次世代自動車に必要な拠点の整備、2024年開業予定の新興企業支援拠点「ステーションAi」を中心に据えスタートアップを誘致・育成し、イノベーションの創出を狙う。また、創造性のある人を集める仕掛けとしてジブリパーク（長久手市）を挙げ、「ステーションAiとジブリパークはセットの政策」と強調した。
初めて臨んだ知事選から掲げる「日本一元気な愛知をつくり日本の未来をつくる」をテーマに、三期目に掲げた政策の柱をほぼ踏襲している。11月に開園したジブリパーク（長久手市）を例に、「10年前から仕掛けをしてきたことを刈り取ることが多く、成果を上げてきた手応えがある」とし、「全ての分野に目配せをしてきた」と自負を見せた。今後は、「脱炭素」「デジタル化」「ヤングケアラー」といった新しい課題に「県政は的確に対応しなければ」と指摘すると共に、県内製造業を中心とした「分厚い中間（所得）層」を維持するため、「容赦なくやってくるグローバル化・デジタル化の波に乗れるような」施策の必要性を訴えた。

#### 有権者や支援者の変化
2023年（令和5年）2月5日に投票が行われ、4選が決まった。投票率は36.43％であり、支援者らを前にした挨拶にて、「（これまで（3期12年）時代の流れに合わせて仕掛けをしてきたことが、県民に支持していただいたと受け止めている」と語った。大村を支援した自民党のある愛知県議は、「かつてない風当たりの強さを感じた」とし、前回まで大村を応援や投票してくれた人が冷たくなったとの有権者の反応の変化を明かした。毎日新聞は愛知県知事選挙は投票率が4割を切っており、愛知県民の有権者の多数派が棄権していることを指摘し、大村知事に対し「信任を得たと慢心することなく、声なき声に耳を傾けることが必要」「有権者から厳しい目が向けられていることを忘れてはならない」と報じた。

### 知事在職時の県政

#### ジブリパーク（ジブリの世界観を楽しめるテーマパーク）
- スタジオジブリに「ジブリの世界観を永続的に楽しめる施設」として提案し実現[74]、「青春の丘」「ジブリの大倉庫」「どんどこ森」の3エリアは「2022年11月1日」に先行開園、「もののけの里」が2023年11月1日、「魔女の谷」が2024年3月16日に開園し全面開園した[75]。

#### スタートアップ支援拠点「STATION Ai」

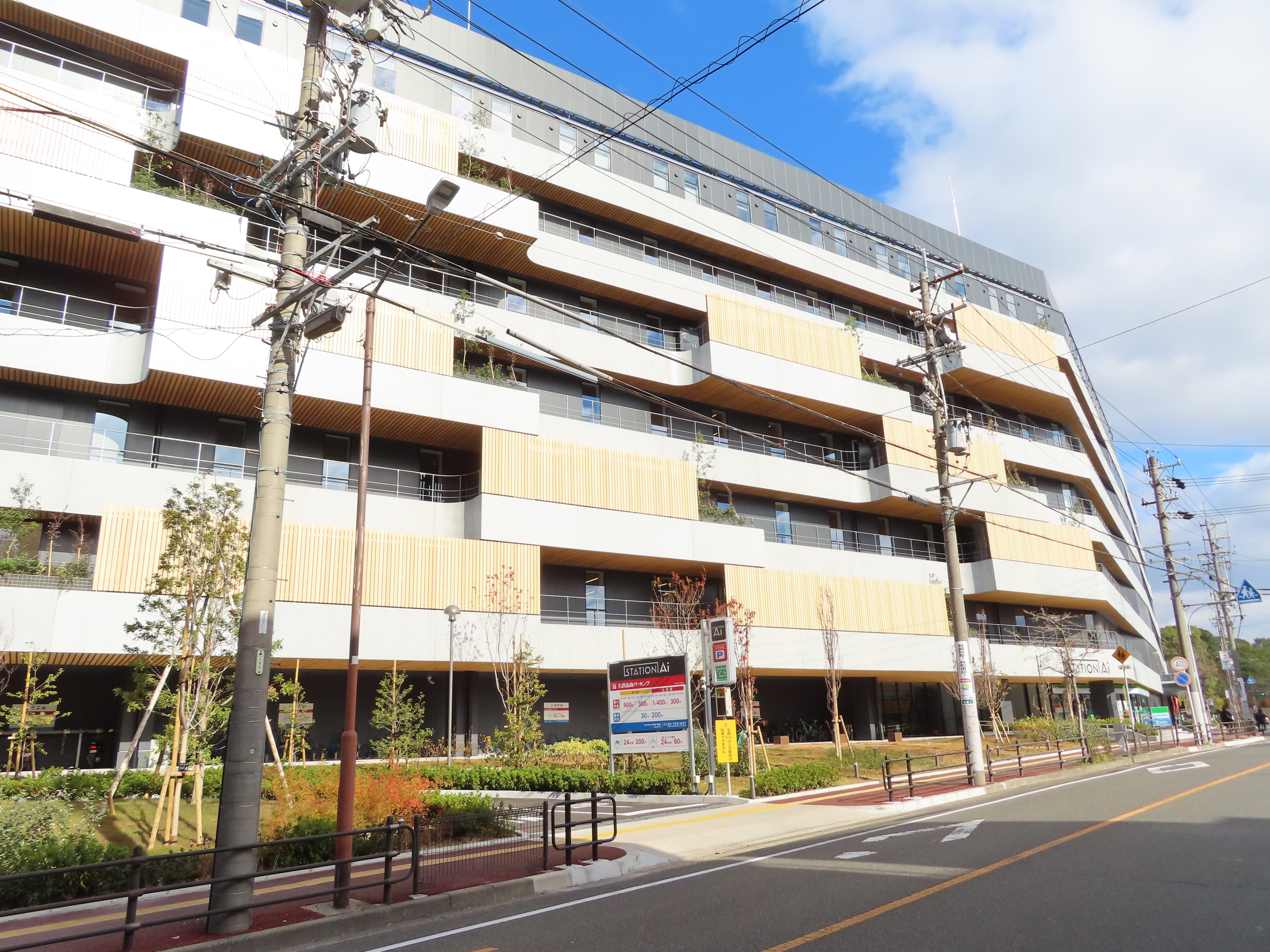
STATION Ai　駐車場入口側

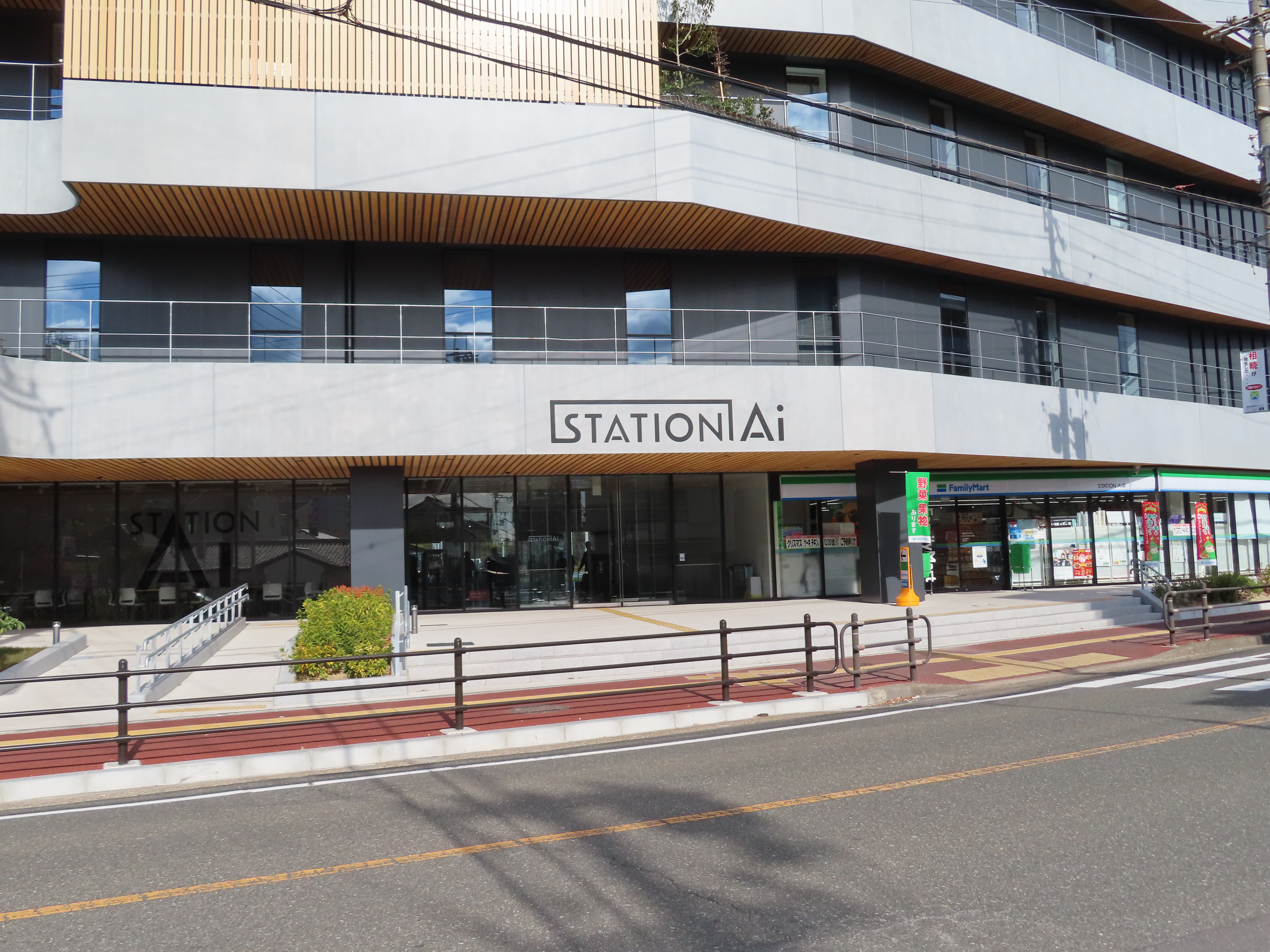
STATION Ai 正面入口のロゴ

- 2018年に策定した「Aichi-Startup戦略」に基づく施設として2024年10月31日、スタートアップ支援・オープンイノベーション拠点「STATION Ai（ステーション エーアイ）を名古屋市内に開設した[76][77][78]。県はSTATION Aiと名古屋駅を結ぶ自動運転車両の定期運行を2024年11月7日から開始した[79]。

#### アジアオリンピック・パラリンピック大会
- 名古屋市との共催で2026年アジア大会を9月19日から10日4日まで開催することが2018年8月19日のアジア・オリンピック評議会（OCA）総会で決定[80]、2023年10月3日にはアジアパラ競技大会の開催都市契約をアジアパラリンピック委員会（APC）などと結んだ[81]。

#### あいちトリエンナーレ2019・大村リコール運動

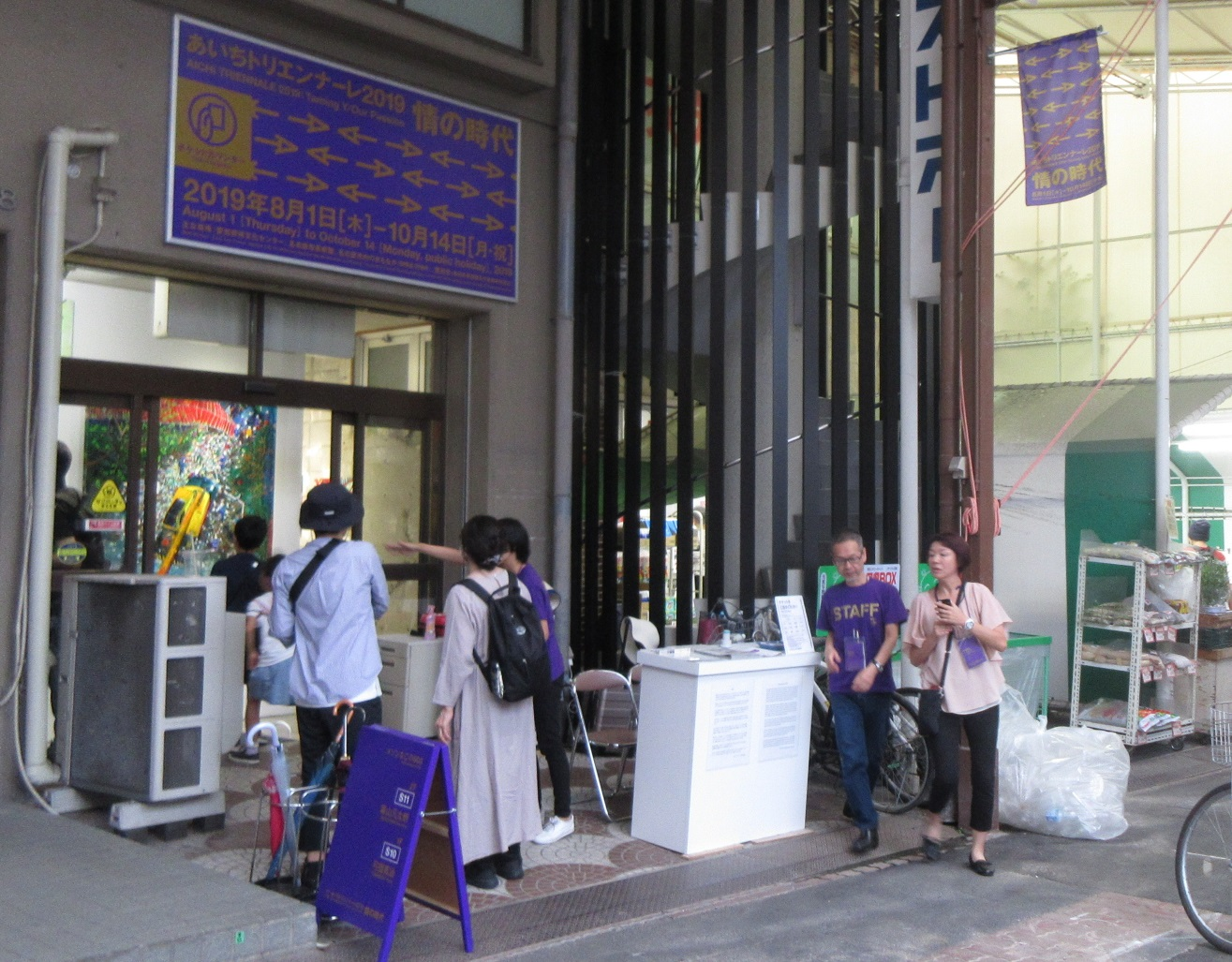
実行委員会会長を務めた「あいちトリエンナーレ2019」。名古屋市西区の会場。

- 2019年8月1日から開催されたあいちトリエンナーレ2019の展示内容や公金の支出などに対し日本維新の会代表で大阪市長の松井一郎やあいちトリエンナーレ2019実行委員会会長代理を務めていた名古屋市長の河村たかしらから抗議を受け[82][83]対立し、リコール騒ぎにまで発展した。

#### 新型コロナウイルス感染症対策
- 2020年
  - 4月22日 - 感染患者を受け入れた県内の医療機関に対し、症状に応じて患者1人当たり100万～400万円を交付する「医療従事者応援金」を創設すると発表[84]。
  - 5月12日 - すべての県立高校と特別支援学校の計180校で、民間のオンライン学習支援サービスを導入すると発表[85]。
  - 5月21日 - 感染者受け入れで経営が悪化した救急病院に無利子、無担保の融資制度を創設すると発表。1法人あたり最大5億円を県が直接貸し付ける[86]。
  - 6月1日 - 感染拡大によって活動の場を失い、収入が減った芸術作家らを支援するため、愛知県美術館の展示品購入費を3年間で1億円増額すると発表。これとは別に、県内の作家に10万～20万円の応援金を交付[87][88][89][90][91]。
- 2021年8月30 - 常滑市で開催された野外音楽フェスティバル「NAMIMONOGATARI」において、新型コロナウイルスの感染対策が不十分なうえ酒も提供したとして、主催者と展示場運営会社に厳重に抗議[92]。

#### その他
- 2014年10月28日、大規模国際展示場の整備計画を発表。2019年8月30日に常滑市の中部国際空港島内に愛知県国際展示場オープン[93]。

- 2022年1月31日、刈谷市や、デンソーなど市内に本社を置くトヨタグループ6社などと連携し、刈谷市で情報通信技術やAIなどを活用した「スマートシティ」化に向けた実証実験を始めると発表。[94][95]。
- 2022年2月21日、「愛知県大河ドラマ『どうする家康』観光推進協議会」を設立。会長には愛知県観光コンベンション局長の武田光弘が就任。大村は顧問[96]。
- 2022年4月1日、元衆議院議員の古本伸一郎を副知事に起用[97][98]。民間企業からの副知事起用は、元トヨタ自動車常務で現愛知県顧問の森岡仙太（2020年3月31日に退任）以来[97]。
- 2023年9月15日、ジャニー喜多川性加害問題を受け、「国際世論も含め、世論は厳しい。被害者救済を含めすべての事実が解明されるまで、ジャニーズとは関わりを持たない」と記者会見で述べた。同日午後には、ジャニーズ事務所所属の河合郁人が2022年に県観光文化大使に就任した際の動画を、県の公式YouTubeチャンネルから削除した[99]。
- 2024年10月13日から10月19日 - 中国に渡航し、北京市及び愛知県との間で友好交流発展を目的とした友好提携を締結している中国・広東省を訪問した[100]。広州市では広東省の王偉中省長と面談した[101]。

## 衆議院議員時代の主張
- 憲法改正に賛成[102]。
- 道路予算を維持すべきかとの質問に「どちらとも言えない」と回答[102]。
- 5年以内の消費税率引き上げはやむをえないかとの質問に「どちらとも言えない」と回答[102]。
- 永住外国人の地方参政権を認めるべきだとする意見に「どちらかと言えば賛成」と回答[102]。
- 「日米同盟は日本外交の基軸である」という考え方か「日本外交は国連中心主義ですすめる」という考え方のどちらに近いかとの質問に、「前者に近い」と回答[102]。
- これからの日本はどんなふうに呼ばれる国になってほしいかとの質問に「平和・文化国家」と回答[102]。

## 衆議院議員時代に所属した議員連盟
- 窯業建材推進議員連盟  （会長[103]）
- 養鰻振興議員懇談会  （会長[103]）
- 食品産業振興議員連盟  （幹事長[103]）
- 障害保健福祉推進議員連盟  （幹事長[103]）
- 在宅介護推進議員連盟  （幹事長[103]）
- 都市農業研究会  （幹事長[103]）
- 自動車議員連盟税制小委員長[103]

## 人物
- 家族は、妻と4人の子供がいる[5]。
- 喫煙者であったが、2011年時点では禁煙をしている[104]。
- 2023年の愛知県知事選挙でNHKが実施した候補者アンケートの「人生最大の失敗と教訓は何か」との問いに対し、「若い頃もっと勉強すれば良かった。その反省から、今も一生懸命、本、書類を読み、生涯勉強に努めています」と答えた[105]。

## 選挙歴
| 当落 | 選挙                   | 執行日         | 年齢 | 選挙区               | 政党       | 得票数      | 得票率 | 定数 | 得票順位 /候補者数 | 政党内比例順位 /政党当選者数 |
| ---- | ---------------------- | -------------- | ---- | -------------------- | ---------- | ----------- | ------ | ---- | ------------------ | ---------------------------- |
| 比当 | 第41回衆議院議員総選挙 | 1996年10月20日 | 36   | 比例東海（愛知13区） | 自由民主党 | 8万629票    | 42.86% | 23   | 2/3                | 7/8                          |
| 当   | 第42回衆議院議員総選挙 | 2000年06月25日 | 40   | 愛知13区             | 自由民主党 | 10万4731票  | 45.90% | 1    | 1/4                | /                            |
| 当   | 第43回衆議院議員総選挙 | 2003年11月09日 | 43   | 愛知13区             | 自由民主党 | 11万4092票  | 48.44% | 1    | 1/3                | /                            |
| 当   | 第44回衆議院議員総選挙 | 2005年09月11日 | 45   | 愛知13区             | 自由民主党 | 13万9022票  | 53.08% | 1    | 1/3                | /                            |
| 比当 | 第45回衆議院議員総選挙 | 2009年08月30日 | 49   | 比例東海（愛知13区） | 自由民主党 | 12万8995票  | 44.83% | 21   | 2/3                | 5/6                          |
| 当   | 2011年愛知県知事選挙   | 2011年2月6日   | 50   |                      | 無所属     | 150万2571票 | 49.23% | 1    | 1/5                | /                            |
| 当   | 2015年愛知県知事選挙   | 2015年2月1日   | 54   |                      | 無所属     | 162万9147票 | 80.63% | 1    | 1/2                | /                            |
| 当   | 2019年愛知県知事選挙   | 2019年2月3日   | 58   |                      | 無所属     | 177万4763票 | 83.32% | 1    | 1/2                | /                            |
| 当   | 2023年愛知県知事選挙   | 2023年2月5日   | 62   |                      | 無所属     | 145万2648票 | 67.53% | 1    | 1/6                | /                            |

## 著書
- 『それでも日本は蘇る -21世紀への10の指針-』日経事業出版社、1998年5月。ISBN 4930746493。
- 『再生、興国への突破口 -それでも日本は蘇る-』小学館クリエイティブ、2003年6月。ISBN 4797986441。
- 『戦略なき政治を斬る』小学館クリエイティブ、2010年10月。ISBN 978-4778090029。
- 『中京維新 -日本が蘇る5大改革戦略！-』PHP研究所、2012年10月。ISBN 978-4569808857。
- 『愛知が起こす成長革命 -日本が蘇る2027年への提言27-』PHP研究所、2015年10月27日。ISBN 978-4569827025。
- 『時代は“国家”から“地域”へ 世界イノベーション都市宣言 「愛知が起こす成長革命 II」グローバル編』PHP研究所、2017年5月25日。ISBN 978-4569836263。
- 『スタートアップ興国論 -愛知が起こす成長革命Ⅲ-』PHPエディターズ・グループ、2021年10月7日。ISBN 978-4909417534。

## テレビ出演
- NHK「日曜討論」
- NHK「NHKスペシャル」
- 日本テレビ「太田光の私が総理大臣になったら…秘書田中。」
- TBS「NEWS23」
- フジテレビ「報道2001」
- テレビ朝日「サンデープロジェクト」
- テレビ朝日「朝まで生テレビ!」
- テレビ朝日「ビートたけしのTVタックル」
- テレビ朝日「クイズプレゼンバラエティー Qさま!!」 
  - 知事就任後には、同番組「プレッシャースタディ」のコーナーに出演した。
- テレビ東京「緊急SOS!池の水ぜんぶ抜く大作戦」2019年3月24日放送分